# Hahnia liangdangensis
Hahnia liangdangensis är en spindelart som beskrevs av Tang, Yang och Kim 1996. Hahnia liangdangensis ingår i släktet Hahnia och familjen panflöjtsspindlar. Inga underarter finns listade i Catalogue of Life.